# Drasteria saisani
Drasteria saisani — вид метеликів з родини еребід (Erebidae).

## Поширення
Вид поширений в Україні (південь країни та у Криму), на півдні Росії (Астраханська область, Дагестан), на Кавказі і Закавказзі, Малій Азії, Казахстані, Середній Азії, Ірані, Афганістані, Пакистані, на заході Китаю, півдні Сибіру та у Монголії. 

## Опис
Розмах крил 28-30 мм.

## Спосіб життя
Імаго розлітаються з квітня по серпень.

## Підвиди
- Drasteria saisani saisani
- Drasteria saisani clara (Staudinger, 1894) [Туреччина, Кавказ і Закавказзя]